# Planetario mecánico

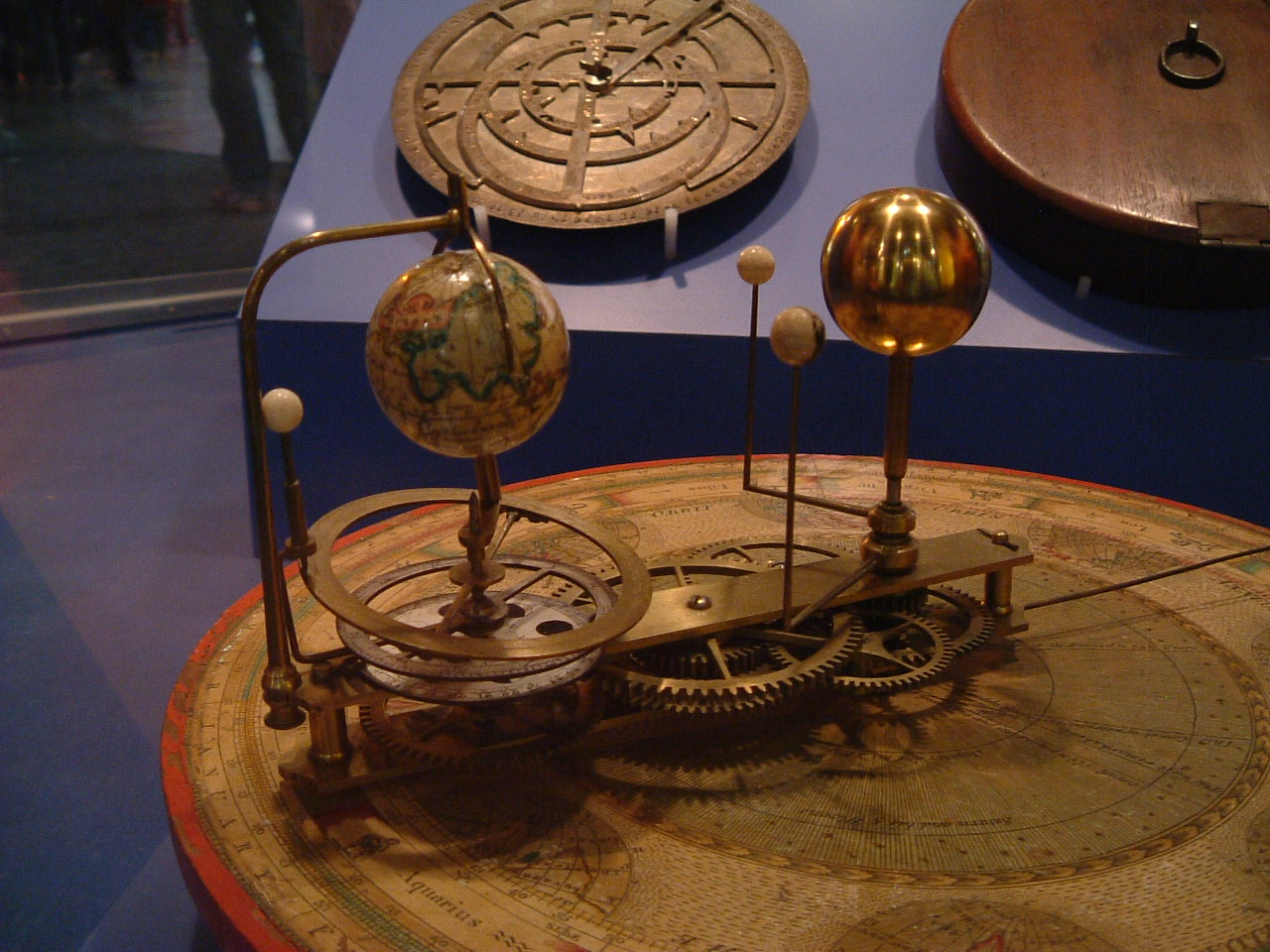
Un pequeño planetario que muestra la tierra y los planetas interiores

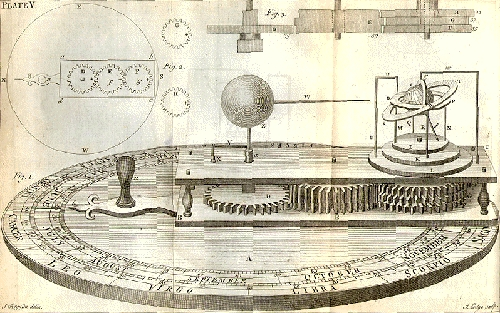
Plano del planetario mecánico de Ferguson

Un planetario mecánico es un modelo del sistema solar accionado mediante un conjunto de engranajes que ilustra o predice las posiciones relativas y los movimientos de los planetas y lunas, normalmente de acuerdo con un modelo heliocéntrico. También puede representar el tamaño relativo de estos cuerpos; pero puesto que la escala precisa a menudo no es práctica debido a las grandes diferencias entre sus dimensiones reales, se suele utilizar una aproximación atenuada en su lugar.
Por lo general son accionados por un mecanismo de relojería con un globo que representa el Sol en el centro, y con un planeta en el extremo de cada uno de los brazos.
El primer planetario mecánico de la era moderna se construyó en 1704 en Inglaterra, aunque hay evidencias arqueológicas de este tipo de mecanismos en la Grecia clásica.
Dispositivos relacionados son los relojes astronómicos, en los que las posiciones de los cuerpos celestes están sincronizadas con la hora solar a lo largo de un ciclo de varios años en los modelos más complejos, y se suelen representar con manecillas sobre distintas esferas.

## Denominación

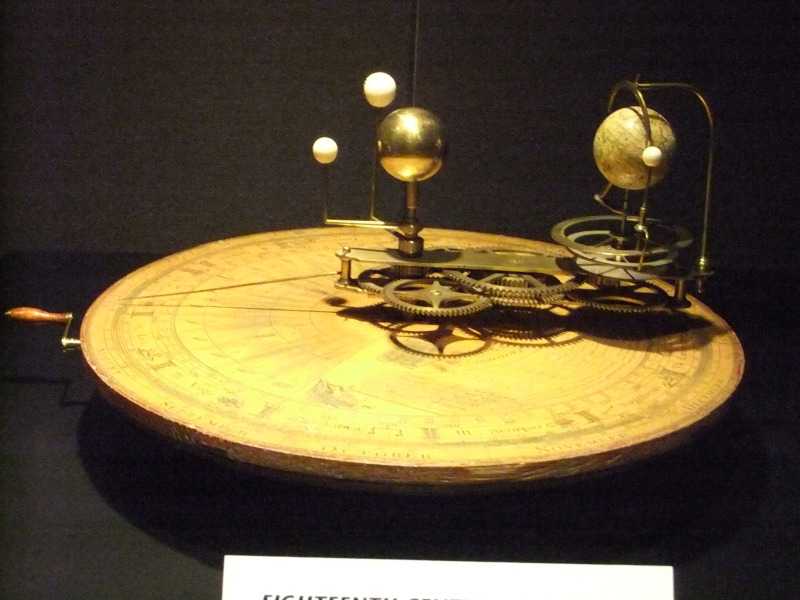
Planetario mecánico del (World Museum Liverpool)

La denominación de "planetario mecánico" se utiliza para diferenciar este dispositivo del sistema definido simplemente por el término "planetario", que generalmente hace referencia a una instalación utilizada para proyectar imágenes de los cuerpos celestes sobre una cúpula semiesférica valiéndose de la luz mediante sistemas ópticos.
En el ámbito anglosajón se dispone de dos palabras distintas para expresar los dos conceptos:
- Orrery: hace referencia específicamente a un planetario mecánico; el término tiene su origen en que el primer mecanismo moderno de este tipo (construido en Inglaterra en 1704) fue presentado a Charles Boyle, 4° Conde de Orrery, de quien con el paso del tiempo tomó el nombre.
- Planetarium: palabra tomada del latín, que se usa para designar a la cúpula en la que se reproducen imágenes del firmamento.

Sin embargo, como ya se ha señalado, en español el término planetario puede hacer referencia de forma indistinta a cualquiera de los dos dispositivos.

## Historia

### Precedentes

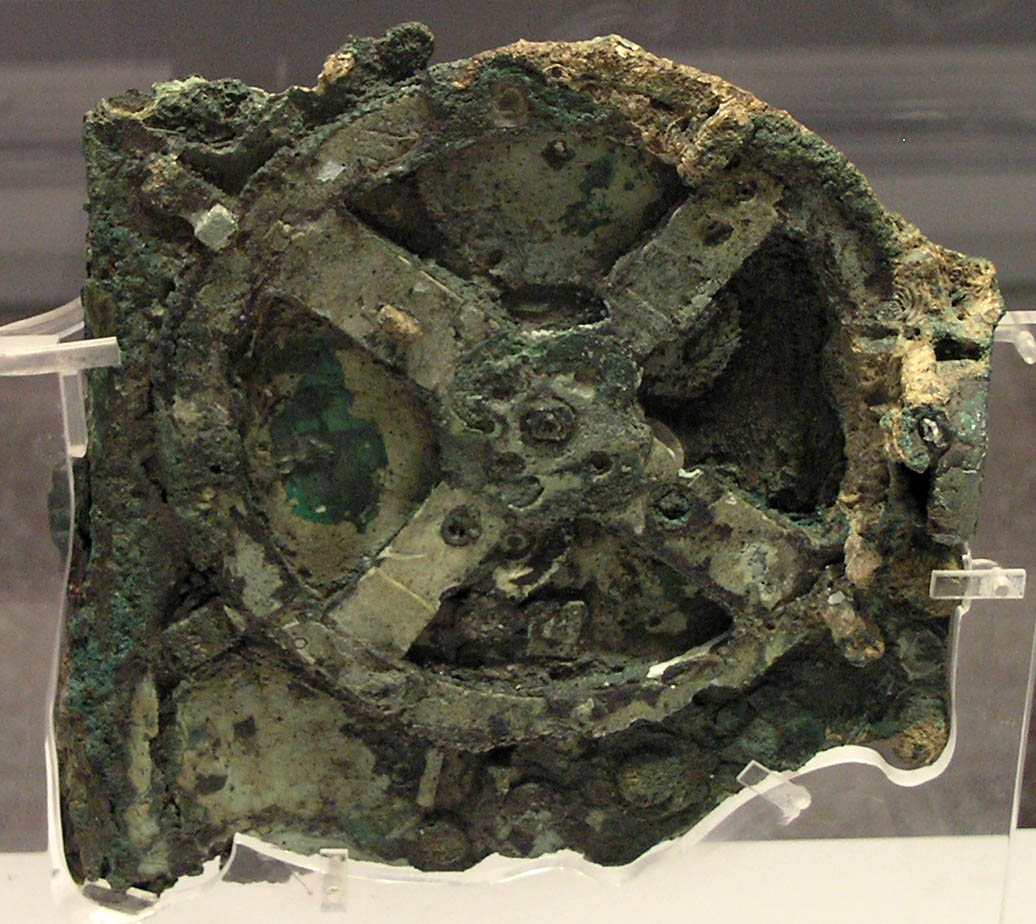
Mecanismo de Anticitera (fragmento principal), alrededor de 125 aC

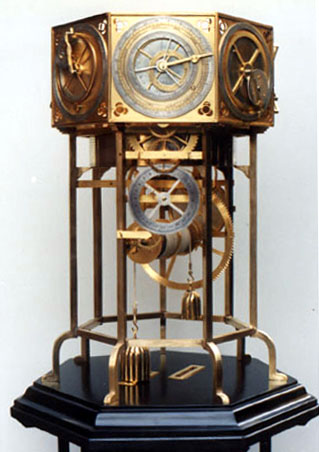
Carlo Croce G, reconstrucción del Reloj Astrarium de Giovanni Dondi, originalmente construido entre 1348 y 1364 en Padua

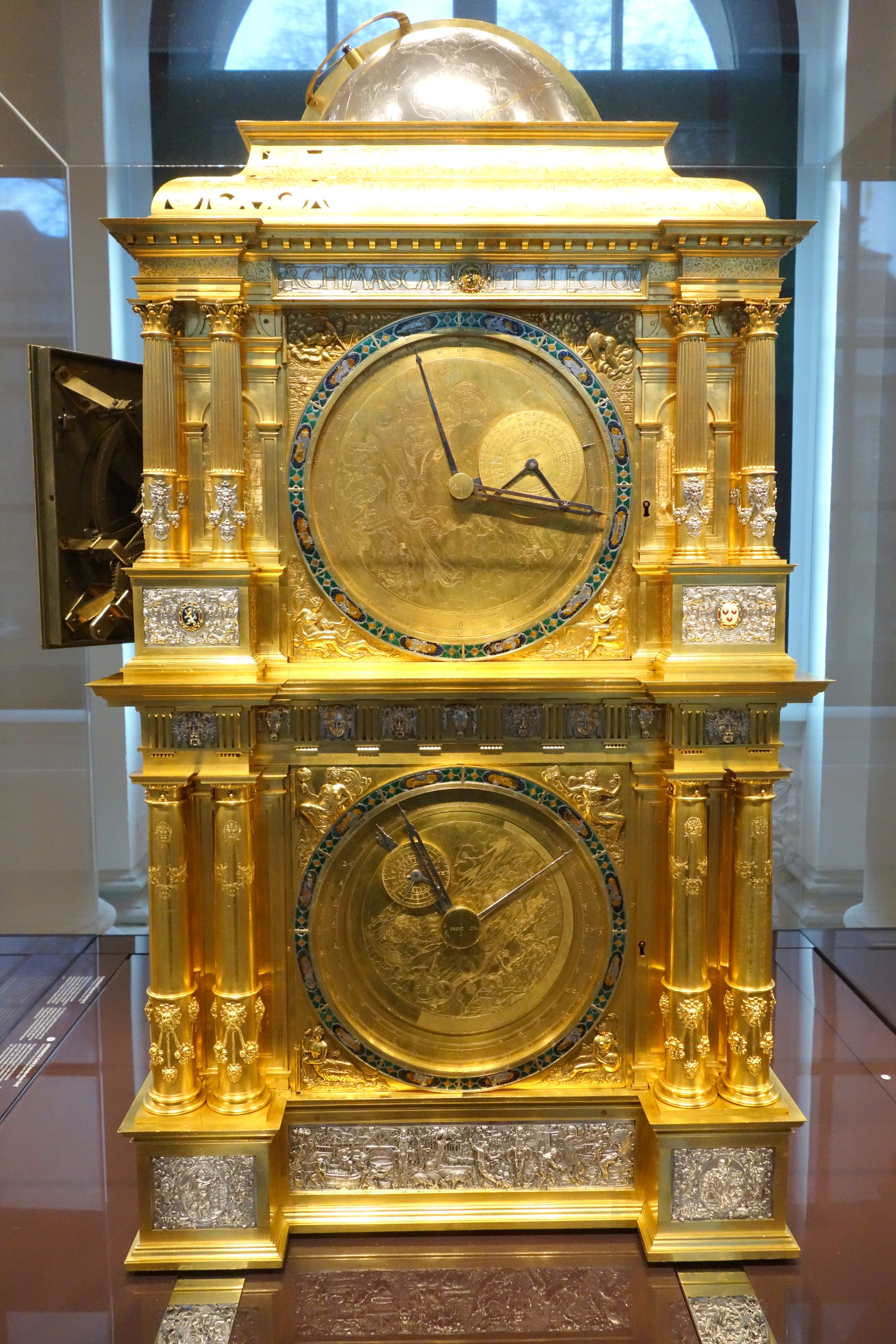
Reloj astronómico (lado de Venus-Mercurio), Eberhard Baldewein y otros, Marburg-Kassel, 1563-1568 - Salón de Matemáticas y Física, Dresde

El Mecanismo de Anticitera, descubierto en 1900 entre los restos de un naufragio cerca de la isla griega de Anticitera y extensamente estudiado, reproducía los movimientos diurnos del Sol, la Luna, y los cinco planetas conocidos. Se ha fechado entre el año 150 y el año 100 antes de Cristo. El mecanismo de Anticitera, accionado manualmente, es actualmente considerado como uno de los primeros planetarios mecánicos, aunque fue ignorado durante muchas décadas, ya que se pensaba que era demasiado complejo para ser genuino. Su diseño era geocéntrico y se utilizaba como una calculadora mecánica diseñada para determinar posiciones astronómicas.
De acuerdo con los escritos de Cicerón, el filósofo romano del siglo I antes de Cristo, Posidonio construyó un modelo planetario.
En 1348, Giovanni Dondi construyó el primer reloj conocido impulsado por un mecanismo que muestra la posición sobre la eclíptica de la Luna, el Sol, Mercurio, Venus, Marte, Júpiter y Saturno de acuerdo con la complicada teoría planetaria Ptolemaica. El reloj original está perdido, pero Dondi dejó una completa descripción de los trenes de engranajes astronómicos de su reloj que ha permitido construir una reproducción.
Todavía en 1650, P. Schirleus construyó una planetario geocéntrico con el Sol como un planeta más, y con Mercurio y Venus que giran alrededor del Sol como si fuesen sus lunas.
En la corte de Guillermo IV de Hesse-Kassel se construyeron dos complejos relojes astronómicos en 1561 y 1563-1568, que muestran en sus cuatro caras la posición en la eclíptica del Sol, Mercurio, Venus, Marte, Júpiter y Saturno; la Luna, el Sol y Dragón (los nodos de la Luna) de acuerdo con Ptolomeo; un calendario, el amanecer y la puesta del sol y una esfera celeste automatizada con un símbolo del sol animado que, por primera vez en un globo celeste, mostraba la posición real del sol, incluyendo su ecuación de tiempo. Estos dos relojes son actualmente exhibidos en el Astronomisch-Physikalisches Kabinett de Kassel y en el Salón de Matemáticas y Física de Dresde.
En De revolutionibus orbium coelestium, publicado en Núremberg en 1543, Nicolás Copérnico desafió las enseñanzas occidentales tradicionales de un universo geocéntrico en el que el Sol giraba diariamente alrededor de la Tierra. Observó que algunos filósofos griegos habían propuesto un universo heliocéntrico. Esto simplifica los movimientos epicíclicos aparentes de los planetas, lo que hace factible representar sus trayectorias como círculos simples, pudiendo ser modelado con relativa facilidad con el uso de engranajes. Los instrumentos mejorados de Tycho Brahe hicieron observaciones precisas de los cielos (1576-1601), y a partir de estos datos Johannes Kepler (1621) dedujo que los planetas giraban alrededor del Sol en elipses. En 1687 Isaac Newton explicó la causa del movimiento elíptico en su teoría de la gravitación.

### El planetario mecánico moderno

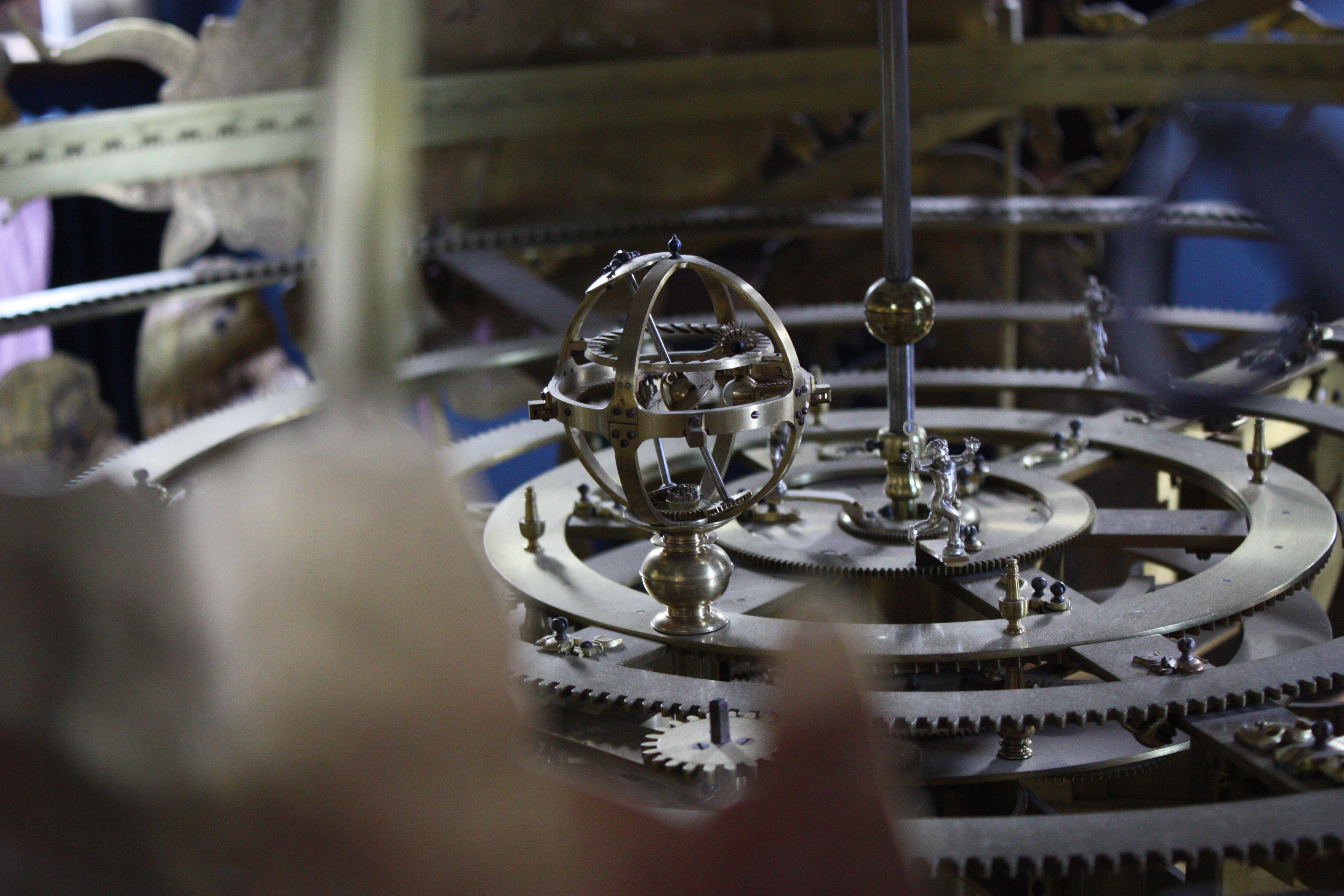
Planetario dentro de la Sphaera Copernicana, diseñado por Joseph de Gottorp y construido por Andreas Bösch, 1653

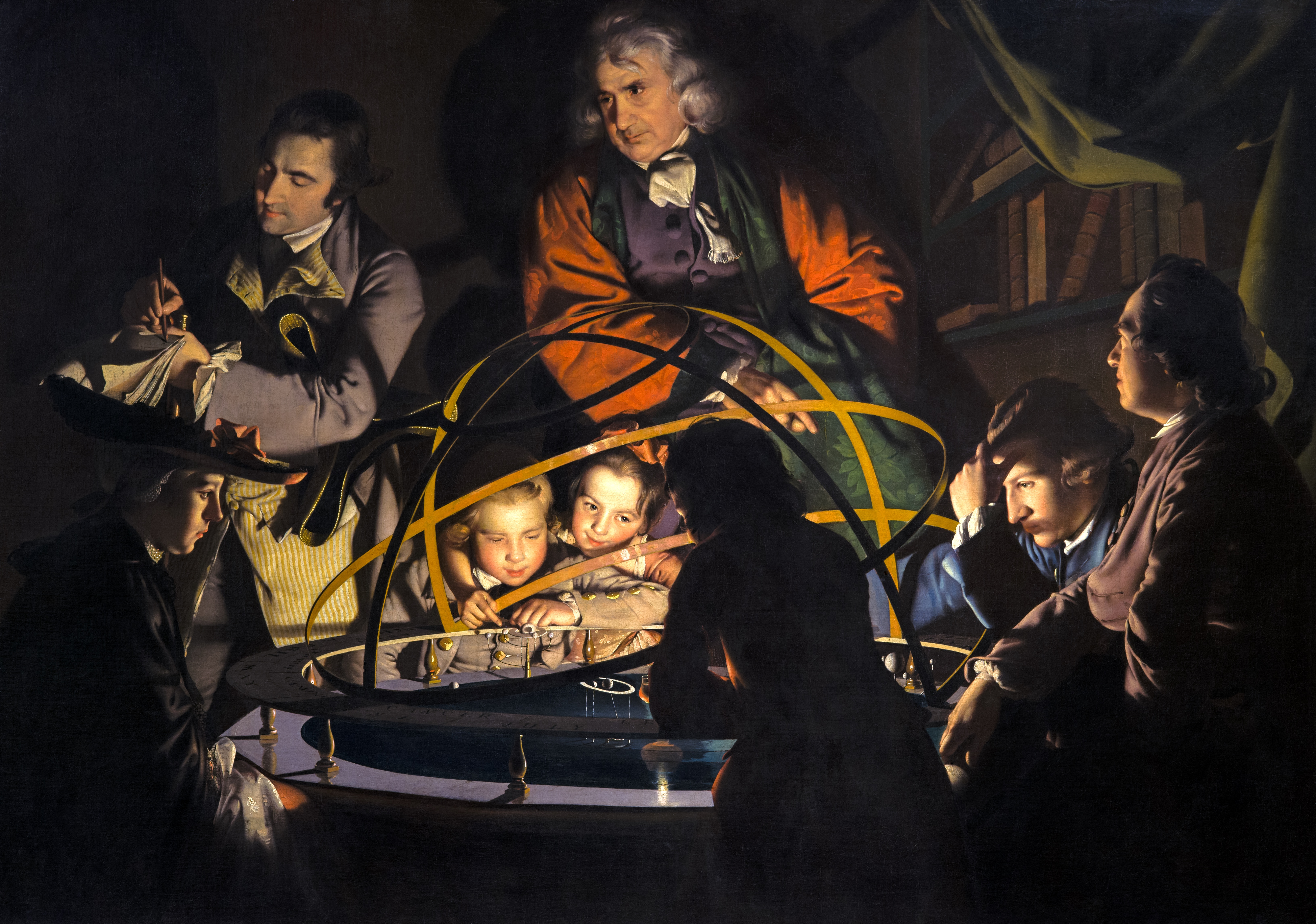
Un filósofo da una lección sobre el planetario de mesa (ca. 1766) por Joseph Wright of Derby

Los fabricantes de relojes George Graham y Thomas Tompion construyeron el primer planetario moderno hacia 1704 en Inglaterra. Graham facilitó el primer modelo, o su diseño, al célebre fabricante de instrumentos John Rowley de Londres para hacer una copia destinada al Príncipe Eugenio de Saboya. Rowley fue el encargado de hacer otra copia para su patrón Charles Boyle, 4º Conde de Orrery, a partir del que el dispositivo tomó su nombre en inglés. Este modelo fue concebido para el hijo de Boyle, John (que posteriormente se convertiría en el quinto conde de Orrery). De forma independiente, Christiaan Huygens publicó los detalles de una máquina planetaria heliocéntrica en 1703, que construyó cuando residía en París entre 1665 y 1681, diseñando los trenes de engranajes necesarios para representar un año de 365,242 días, y reproducir los ciclos de los planetas principales.
La pintura de Joseph Wright Un filósofo da una lección sobre el planetario de mesa (ca. 1766), que cuelga en el Derby Museum and Art Gallery, representa a un grupo de curiosos que escuchan las explicaciones de un filosofía natural. El Sol en un planetario de bronce proporciona la única luz presente en la habitación. El planetario representado en la pintura tiene anillos, que le dan una apariencia similar a la de una esfera armilar. El dispositivo por lo tanto era capaz de describir eclipses.
Para poner estos acontecimientos en su contexto cronológico, baste señalar que en 1762 John Harrison construyó el primer cronómetro marino capaz de proporcionar una medición precisa de la longitud geográfica. En 1766, el astrónomo Johann Daniel Titius demostró por primera vez que la distancia media de cada planeta desde el Sol podría estar representada por la siguiente progresión:

{\displaystyle {\frac {4+0}{10}},{\frac {4+3}{10}},{\frac {4+6}{10}},{\frac {4+12}{10}},{\frac {4+24}{10}},{\frac {4+48}{10}},.....}
Es decir, 0.4, 0.7, 1.0, 1.6, 2.8, 5.2 ... Los números se refieren a unidades astronómicas, la distancia media entre el Sol y la Tierra, que es 1,496 x 108 km. El planetario de Derby no incluye las distancias proporcionales de los planetas al Sol, pero sí muestra sus respectivos movimientos relativos.
El planetario de Eisinga fue construido en 1774-1781 por Eise Eisinga en su casa de Franeker, en los Países Bajos. Muestra el movimiento de los planetas (representados por brillantes esferas de distintos tamaños) accionadas por un sistema de guiado mecánico mediante el que penden suspendidos del techo de una sala. Ha estado en funcionamiento casi continuamente desde que fue creado. Este dispositivo es un planetario en ambos sentidos de la palabra: una máquina compleja que muestra las órbitas planetarias, y un escenario para representar los movimientos de los planetas. La casa de Eisinga fue comprada por la familia real holandesa, que le concedió una pensión.

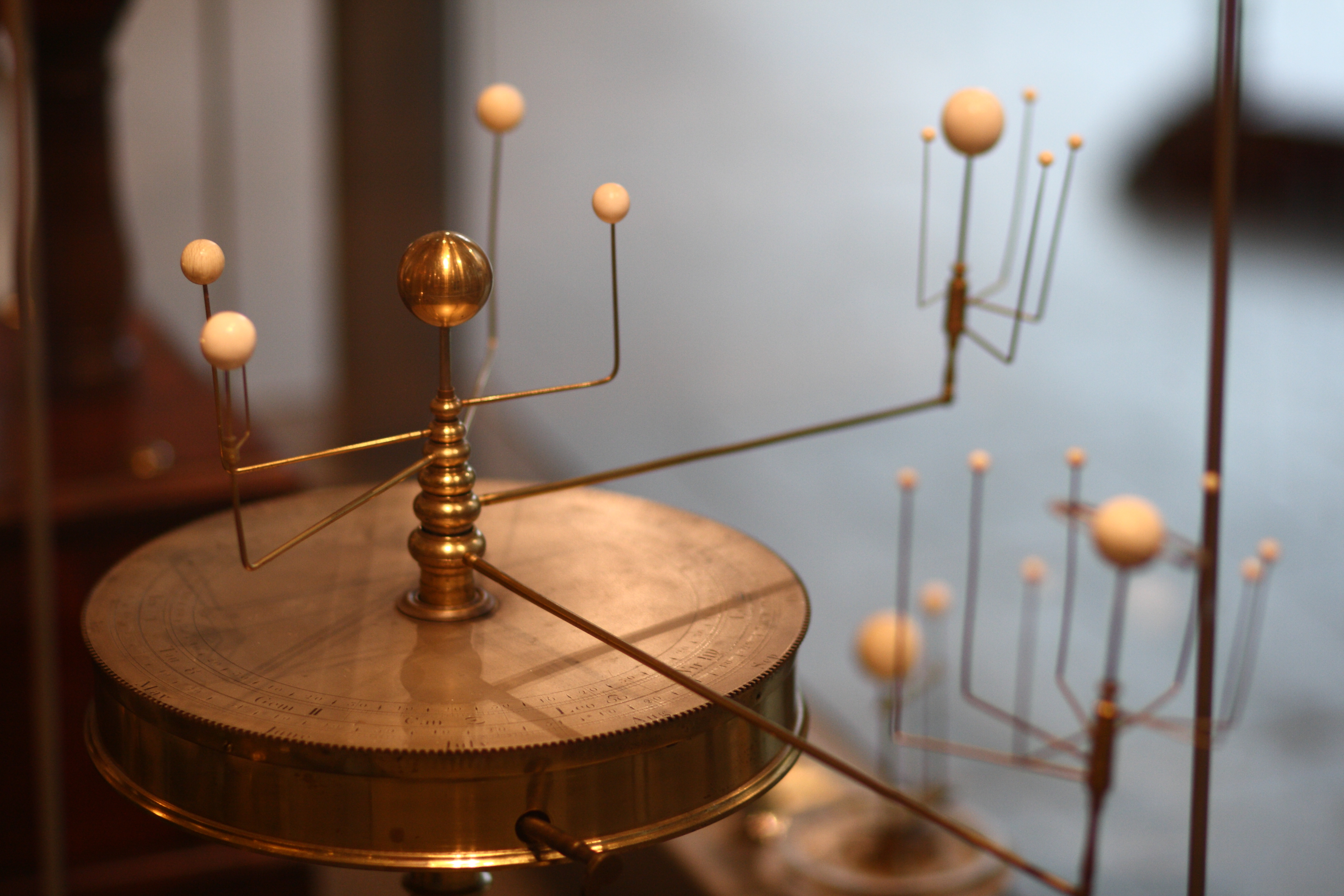
Planetario de Benjamin Martin, utilizado en Harvard (1766)

En 1764, Benjamin Martin ideó un nuevo tipo de modelo planetario, en el que los planetas se realizaron en los brazos de latón conectados con una serie de tubos concéntricos o coaxiales. Con esta construcción era difícil hacer que los planetas girasen, y que las lunas girasen en torno a los planetas. Martin sugirió que el planetario convencional debe constar de tres partes:
- El Planetario propiamente dicho, donde los planetas giraban alrededor del Sol
- El Tellurion (también escrito como telúrico o teluro), que muestra el eje inclinado de la Tierra y cómo gira alrededor del Sol.
- El Lunarium, que reproduce las rotaciones excéntricas de la Luna alrededor de la Tierra.

En una planetario mecánico estos tres movimientos pueden ser montados en una mesa común, utilizando el mismo husillo central para mover de forma coordinada los tres sistemas de forma independiente.

## Funcionamiento
Los planetarios mecánicos pueden variar ampliamente en tamaño, pudiendo ocupar una habitación o caber en una mano. Se utilizan para demostrar el movimiento de los planetas, mientras que el dispositivo mecánico utilizado específicamente para predecir eclipses y tránsitos se denomina astrarium.
Un planetario debe incluir adecuadamente el Sol, la Tierra y la Luna (además de otros planetas opcionalmente). Un modelo que solo incluye la Tierra, la Luna y el Sol se denomina tellurion o teluro, y uno que solo incluye la Tierra y la Luna es un lunarium. Un jovilabe es un modelo de Júpiter y sus lunas.
| Planeta  | Distancia media al Sol (UA) | Diámetro (Diámetro terrestre) | Masa (Masa de la Tierra) | Densidad (g/cm³) | Nº de lunas | Período orbital (años) | Inclinación respecto a la eclíptica (°) | Inclinación del eje (°) | Período de rotación (sideral) |
| -------- | --------------------------- | ----------------------------- | ------------------------ | ---------------- | ----------- | ---------------------- | --------------------------------------- | ----------------------- | ----------------------------- |
| Mercurio | 0.39                        | 0.38                          | 0.05                     | 5.5              | 0           | 0.24                   | 7.0                                     | 0                       | 59 días                       |
| Venus    | 0.72                        | 0.95                          | 0.82                     | 5.3              | 0           | 0.62                   | 3.4                                     | 177                     | 243 días                      |
| Tierra   | 1.00                        | 1.00                          | 1.00                     | 5.5              | 1           | 1.00                   | 0                                       | 23                      | 23.9 horas                    |
| Marte    | 1.52                        | 0.53                          | 0.11                     | 3.9              | 2           | 1.88                   | 1.9                                     | 25                      | 24.5 horas                    |
| Júpiter  | 5.20                        | 11.21                         | 317.9                    | 1.3              | 67          | 11.9                   | 1.3                                     | 3                       | 10 horas                      |
| Saturno  | 9.54                        | 9.45                          | 95.2                     | 0.7              | 62          | 29.5                   | 2.5                                     | 27                      | 11 horas                      |
| Urano    | 19.2                        | 4.01                          | 14.5                     | 1.3              | 27          | 84                     | 0.8                                     | 98                      | -17 horas                     |
| Neptuno  | 30.1                        | 3.88                          | 17.1                     | 1.6              | 14          | 165                    | 1.8                                     | 28                      | 16 horas                      |
| Plutón   | 39.4                        | 0.18                          | 0.002                    | 2                | 5           | 248                    | 17.1                                    | 122                     | -6.4 días                     |

Un planetario mostrará el periodo orbital de cada planeta y la velocidad de rotación, como se indican en la tabla anterior. Un tellurion mostrará el baricentro del sistema Tierra-Luna que gira alrededor del sol. Se utilizará el ángulo de inclinación del ecuador a partir de la tabla anterior para mostrar cómo cada elemento gira alrededor de su propio eje. Se mostrará la Luna girando alrededor de la Tierra. Un lunarium está diseñado para mostrar los complejos movimientos de la Luna mientras que gira alrededor de la Tierra.
Los planetarios por lo general no están construidos como modelos a escala. Se han construido algunos modelos fijos a escala del sistema solar, y a menudo tienen muchos kilómetros de tamaño. "Planetarios humanos", en los que se preparan unas trayectorias a escala para que seres humanos las puedan recorrer reproduciendo los movimientos de los planetas también se han organizado con ocasión de exposiciones temporales. Hay un planetario humano permanente en el Observatorio de Armagh en Irlanda del Norte, que incluye los seis planetas descubiertos primero, Ceres, y los cometas Halley y Encke. Urano y los planetas exteriores se incluyen también, pero de una manera bastante limitada. Otra instalación similar está situada en el Observatorio y Centro de la Naturaleza Sky Limit en Twentynine Palms, California. Este es un verdadero planetario humano a escala (20 mil millones a uno), fiel a la posición de los planetas (con una precisión de cuatro días). Los primeros cuatro planetas están relativamente cerca unos de los otros, pero los cuatro siguientes requieren hacer algo de senderismo para poder visitarlos.
Un reloj mecánico normal podría ser utilizado para producir un planetario extremadamente simple con el Sol en el centro, la Tierra en la aguja de los minutos y Júpiter en la aguja de las horas; la Tierra efectúa 12 revoluciones alrededor del Sol por cada revolución de Júpiter. Debe tenerse en cuenta sin embargo, que el año real de Júpiter dura 11,86 años terrestres, por lo que este ejemplo particular perdería precisión rápidamente. Un planetario real sería más preciso e incluiría más planetas, y posiblemente haría que los planetas girasen sobre sí mismos también.

## Planetarios ópticos
La inmensa mayoría de los planetarios (edificios, en este caso) clásicos disponían de sistemas óptico-mecánicos para proyectar en el interior de la cúpula del edificio imágenes del Sol y los planetas, ya sea con puntos de luz o con pequeñas figuras. En los primeros modelos de proyectores los elementos móviles representados sobre el fondo de estrellas por lo general se limitaban a los planetas desde Mercurio a Saturno, aunque algunos modelos de proyectores también incluían Urano. Para recrear el desplazamiento de la posición de los planetas sobre la cúpula, los haces de luz (normalmente generados por bombillas eléctricas de gran brillo) se reflejaban en una serie de espejos que se orientaban mediante un conjunto de motores eléctricos. Típicamente, la Tierra giraba alrededor del Sol en un minuto, mientras que los otros planetas completaban una órbita en períodos de tiempo proporcional a su movimiento real. Por lo tanto Venus, que tarda 224,7 días en orbitar alrededor del Sol, tardaba 37 segundos en completar una órbita en un planetario, y Júpiter empleaba 11 minutos y 52 segundos.
Algunos planetarios utilizaban el mismo proyector para simular planetas y sus lunas. Por ejemplo, Mercurio orbita alrededor del Sol en 0,24 años terrestres, y Phobos y Deimos orbitan alrededor de Marte en una situación similar proporcional de 4:1. Los operadores de planetarios que deseaban mostrar este movimiento, colocaban un filtro rojo sobre el haz que reresentaba al Sol (lo que le daba la apariencia de Marte), y desactivaban todos los planetas excepto Mercurio y la Tierra. Un truco similar se podía utilizar para mostrar Plutón y sus cinco lunas.
Con el desarrollo de la informática y de tipos evolucionados de proyectores panorámicos, el sistema de proyectores óptico-mecánicos ha quedado obsoleto. Los modernos equipos de proyección digitales son capaces de exhibir complejos espectáculos de luz y sonido, en los que se muestran tanto las constelaciones como los planetas y sus lunas, los cometas y prácticamente cualquier tipo de cuerpo celeste, así como sus posiciones actuales, pasadas y futuras en cualquier latitud.

## Algunos tipos de planetarios singulares
- Planetarios de John Fulton: originario de Fenwick, Ayrshire, Fulton construyó tres complejos mecanismos entre 1823 y 1833. El último se exhibe en el Museo Kelvingrove de Glasgow. Son un ejemplo del clásico planetario mecánico.
- Planetario de Eisinga: construido por un cardador de lana llamado Eise Eisinga en la sala de estar de su propia casa, en la pequeña ciudad de Franeker en Frisia, es de hecho un singular planetario. Se construyó entre 1774 y 1781. La visible del modelo planetario pende del techo de la sala para ser obsevado desde abajo, con la mayor parte del mecanismo alojado en el espacio que queda por encima del techo. Es impulsado por un reloj de péndulo. Los planetas se mueven alrededor del modelo en tiempos reales.[14]
- Planetario Meccano: en 1918, el conocido juego educativo de construcciones metálicas, lanzó un modelo mecánico de un sencillo planetario para ser montado con las piezas del juego. En el último cuarto del siglo XX numerosos aficionados han explorado las posibilidades de este juego para el montaje de planetarios mecánicos cada vez más complejos.[15]
- Planetario paisajístico virtual de Vancouver: es un desarrollo de comienzos de la década de 2010. Con el nombre de "The Salish Sea Walk of the Planets", se trata de una iniciativa ciudadana concebida como un incentivo para promover el conocimiento de una zona periurbana de gran valor ambiental. El planetario consiste en una serie de hitos fijos que representan el sistema solar, conservando la proporción de sus distancias reales. El itinerario que conecta los planetas interiores es un paseo que puede recorrerse cómodamente a pie, y los hitos de los planetas exteriores, mucho más alejados, se recomienda que se visiten en bicicleta o automóvil. Para dar una idea de la verdadera magnitud del sistema solar, en la información acerca del planetario se indica que el límite exterior del sistema solar, la nube de Oort, quedaría situada en Pekín, a unos 8.500 km de Vancouver.[16][17][18][19]

|  |  |  |